# NextGen Series
NextGen Series — європейський футбольний турнір серед юнацьких команд, вік гравців яких не перевищує 19 років, існував у 2011—2013 роках. Всього було проведено два розіграші. Після того, як УЄФА організувало аналогічне змагання — Юнацька ліга — турнір припинив існування.

## Історія створення
Міжнародний турнір, в якому юнацькі команди європейських футбольних клубів могли змагатися один з одним за зразком Ліги чемпіонів УЄФА, був створений в 2011 році за ініціативою продюсера спортивного телебачення Джастіна Ендрюса, спортивного директора «Брентфорда» Марка Ворбертона і власника «Брентфорда» Метт'ю Бенема.
У сезоні 2011/2012, під час першого розіграшу турніру, команди, які брали участь у ньому, були запрошені організаторами змагання і були відібрані в залежності від якості футбольної академії, які розіграли між собою почесний трофей турніру. У наступному сезоні кількість учасників збільшилася до 24 команд, у зв'язку з чим формат змагання зазнав змін.
Зростання популярності і впливу NextGen Series на розвиток юнацького футболу не залишився непоміченим вищим футбольним керівництвом, і 6 грудня 2012 року на засіданні Виконавчого комітету УЄФА в Лозанні було оголошено про запуск з сезону 2013/14 нового турніру для юнацьких команд на рівні клубів — Юнацької ліги УЄФА. Організатори NextGen Series пропонували об'єднати свій турнір з Юнацькою лігою УЄФА або проводити два змагання паралельно, з тим, щоб переможці турнірів зустрічалися у фіналі, але всі пропозиції були відкинуті УЄФА. Так як NextGen Series не міг змагатися з турніром під егідою УЄФА ні в організаційному, ні у фінансовому плані, 16 серпня 2013 року було оголошено про скасування сезону NextGen Series 2013/2014; в подальшому турнір більше не поновлювався.

## Правила
В команді, яка брала участь у серії NextGen, не повинно було бути більше вісімнадцяти футболістів. Гравці команд повинні бути не старше 19 років. Проте допускається виняток. Серед вісімнадцяти футболістів, кожен клуб може заявити на турнір трьох гравців, вік яких лише на рік перевищує допустимий для участі в турнірі вік. При цьому тільки два з них можуть перебувати на полі одночасно.
За винятком вікових обмежень, правила турніру і матчів нічим не відрізняються від правил, встановлених Міжнародною радою футбольних асоціацій.

## Переможці
| Клуб           | Перемоги у фіналі | Поразки у фіналі | Роки перемог у фіналі | Роки поразок у фіналі |
| -------------- | ----------------- | ---------------- | --------------------- | --------------------- |
| Інтернаціонале | 1                 | -                | 2012                  | -                     |
| Астон Вілла    | 1                 | -                | 2013                  | -                     |
| Аякс           | -                 | 1                | -                     | 2012                  |
| Челсі          | -                 | 1                | -                     | 2013                  |